# Frans Goethals
Pour les articles homonymes, voir Goethals.
Frans Goethals (27 septembre 1861 – 15 avril 1953), est un homme politique belge, membre du Parti catholique.
Ancien plâtrier, il fut élu conseiller communal de Mouscron (1904) et député de l'arrondissement de Courtrai (1912-1919).

## Sources
- Notice Bio sur ODIS